# 興瑋大廈
興瑋大廈（英語：Hing Wai Building）是位於香港中環皇后大道中36號的寫字樓項目，樓高24層，於1998年落成，為區內著名的醫生大廈。
興瑋大廈所在地段由李國寶家族於1955年以120萬元購入。

## 基座商舖
興瑋大廈地鋪自1998年租給Body Shop，月租為33萬港元。到2008年，Coach租下該地鋪連同樓上3層打造成旗艦店，另加每月160萬承租外牆廣告位。
2015年，Coach退租興瑋大廈鋪位，較租約完結時間提早28個月離場，需要賠償18個月租金，以鋪位月租560萬港元和外牆廣告位月租160萬港元計，共需賠償1.296億港元。該鋪位其後由adidas以434萬港元承租，租金下跌22.5%。2020年10月，adidas租用的旗艦店鋪位租約完結，adidas再以短租續租6個月，終在2021年4月結業。恒生銀行其後以每月約120萬元租金租用其中兩層，開設全新中區分行，在2021年12月3日開業。

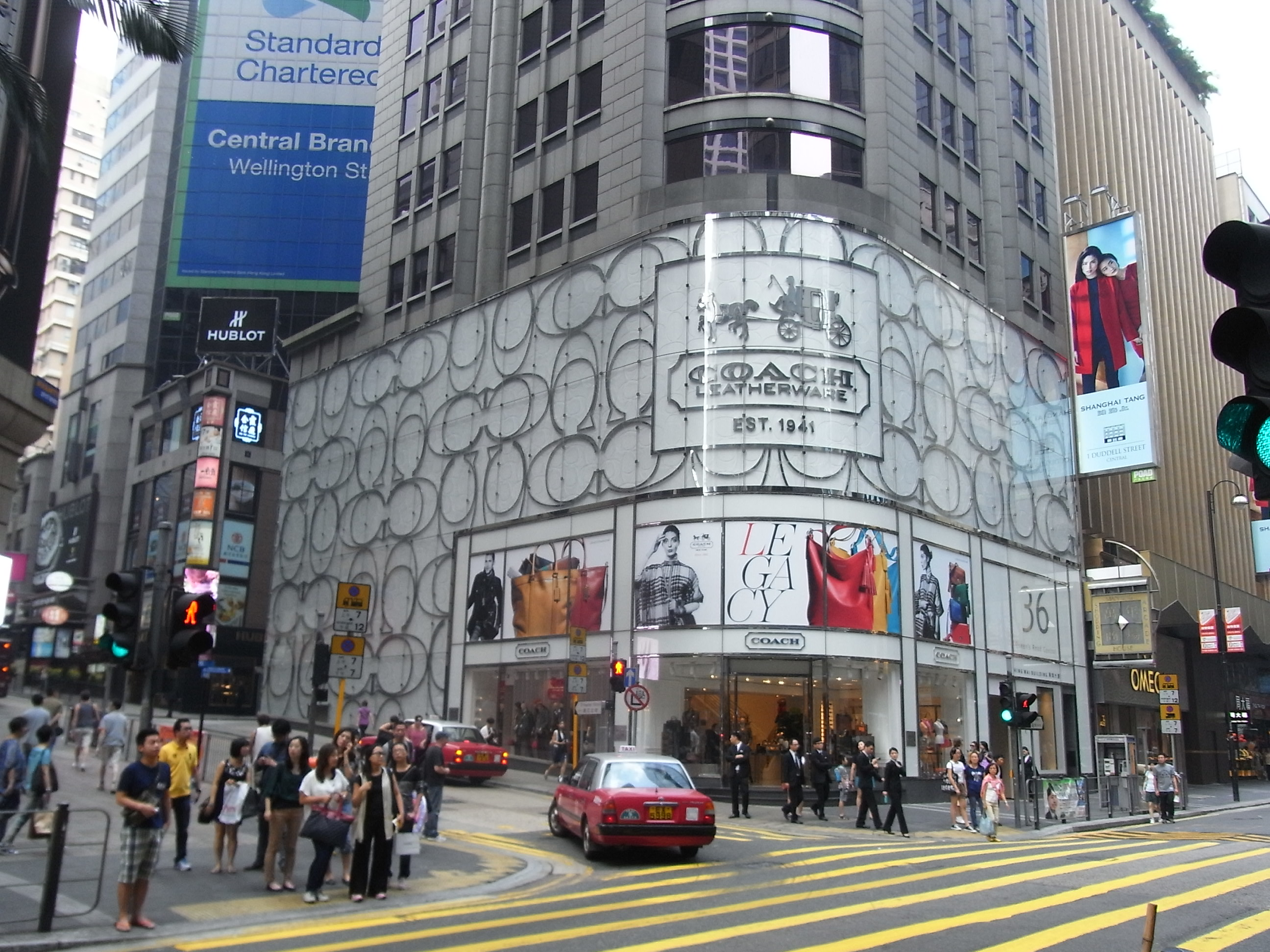
興瑋大廈地舖曾租予Coach
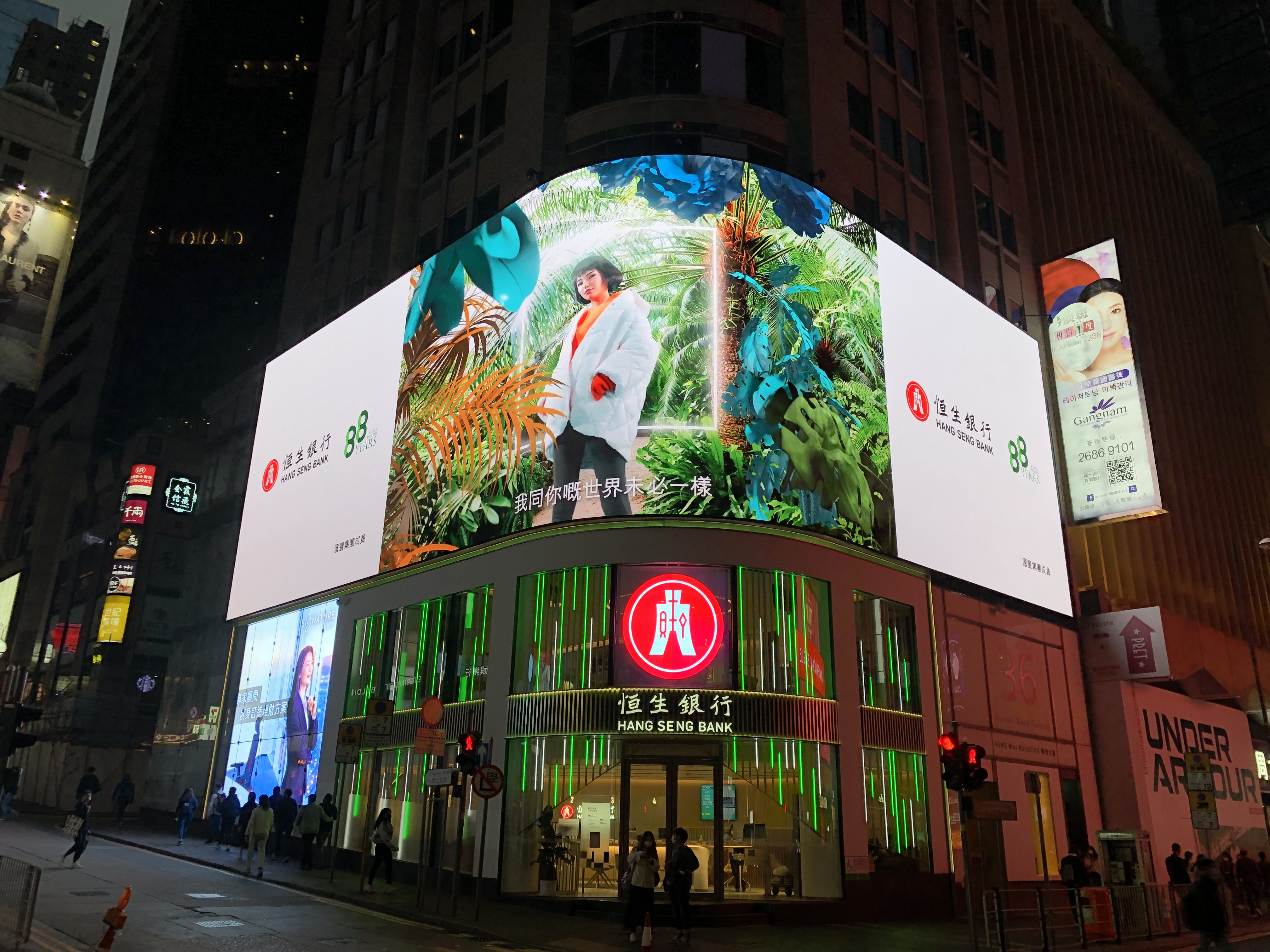
現時位於興瑋大廈的恒生銀行中區分行在2021年12月開業，樓高2層，面積約6,500平方呎